# Conservatoire végétal régional d'Aquitaine
Le Conservatoire végétal régional d'Aquitaine a été créé en 1979 et s'est installé au domaine de Barolle sur la commune de Montesquieu en 1996. À la suite de problèmes de gestion, il a été mis en liquidation judiciaire en 2022. Une nouvelle association, le Domaine Agroécologique de Barolle a été créée pour gérer de domaine et participer à la sauvegarder du patrimoine végétal de la région Aquitaine,.

## Localisation
Le domaine de Barolle est situé dans la vallée de la Garonne à Montesquieu (à 15 km d'Agen), sur le parcours de la voie verte qui longe le canal de Garonne.

## Protection du patrimoine végétal régional
Le Conservatoire végétal régional d'Aquitaine a réalisé pendant plus de 40 ans la prise en charge du patrimoine végétal régional, principalement fruitier, à travers plusieurs types d'actions :
- Un recensement des végétaux régionaux sur l'ensemble de la région depuis 1979 par sa fondatrice Évelyne Leterme
- L'analyse des archives bibliographiques et des recherches antérieures.
- Des plantations dans des lieux appropriés réparties sur l'ensemble de la région.
- Des expérimentations conduites sur divers critères tels que la recherche de rusticité, le comportement vis-à-vis des parasites, la qualité gustative[6],[4].

## Activités et réalisations
Le Conservatoire a valorisé le patrimoine végétal régional par différentes activités et réalisations :
- son verger-musée est ouvert au public, vitrine du patrimoine régional qui permet de découvrir les plantations traditionnelles et un large éventail des variétés de la région.
- Ses stages d'initiation à la découverte des techniques de l'arboriculture fruitière, adaptés à tout type de public.
- Ses expositions de fruits et autres végétaux régionaux dans chacun des cinq départements de la région Aquitaine, en différentes périodes[4].
- Ses conférences, ses publications.
- Ses animations, notamment la fête de l'arbre qui a été un rendez-vous annuel[7] très prisé.
- Sa pépinière fruitière de multiplication et de vente de variétés anciennes et de plantes associées pour adapter les vergers à l'agroforesterie et aux changements climatiques et culturaux.
- Son association de soutien ouverte à tous, qui apportait son aide matérielle et surtout bénévole sur l'ensemble des sites conservatoires de la région et à ses partenaires institutionnels[6] a été dissoute et remplacée par l'association Fruitiers et Patrimoine Vivant.